# Hamilton Luske
Hamilton S. Luske (auch Ham Luske; * 16. Oktober 1903 in Chicago; † 18. Februar 1968 in Bel Air) war ein US-amerikanischer Animator und Filmregisseur.

## Leben
Ab 1931 arbeitete Hamilton Luske für die Walt Disney Company als Animator. Bei der Produktion des Films Schneewittchen und die sieben Zwerge war er als Chefanimator für die Darstellung von Schneewittchen zuständig. In dieser Rolle entwickelte er die Idee, Schauspieler als lebende Vorlage für die Animationen einzusetzen. Nach dem Erfolg von Schneewittchen arbeitete Luske für verschiedene Disney-Projekte als Regisseur beziehungsweise Co-Regisseur, darunter beim oscarnominierten Kurzfilm Ben und Ich.
Der Film Cinderella, bei dem Hamilton Luske Regie führte, erhielt 1951 den Filmpreis Goldener Bär. 1965 erhielt er, zusammen mit Peter Ellenshaw und Eustace Lycett, den Oscar für die Spezialeffekte des Films Mary Poppins.
1999 wurde Luske posthum als eine der Disney Legends geehrt.
2016 erhielt er den Retro Hugo Award für Pinocchio.

## Filmografie als Regisseur (Auswahl)
- 1940: Pinocchio
- 1940: Fantasia (ohne Nennung)
- 1941: Der Drache wider Willen (The Reluctant Dragon)
- 1942: Drei Caballeros im Sambafieber (Saludos Amigos)
- 1946: Make Mine Music
- 1947: Fröhlich, Frei, Spaß dabei (Fun and Fancy Free)
- 1948: Musik, Tanz und Rhythmus (Melody Time)
- 1948: Ein Champion zum Verlieben (So Dear to My Heart)
- 1950: Cinderella
- 1951: Alice im Wunderland (Alice in Wonderland)
- 1953: Peter Pan
- 1953: Ben und Ich (Ben and Me, Kurzfilm)
- 1955: Susi und Strolch (Lady and the Tramp)
- 1959: Donald im Land der Mathemagie (Donald in Mathmagic Land, Kurzfilm)
- 1961: 101 Dalmatiner (One Hundred and One Dalmatians)